# Club Atlético Rentistas

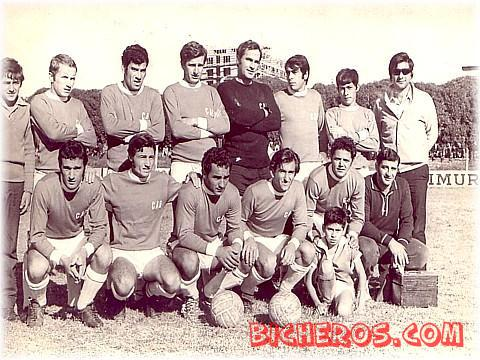
Team van 1971

Club Atlético Rentistas is een Uruguayaanse voetbalclub uit de wijk Cerrito de la Victoria in Montevideo.
De club werd in 1933 opgericht en speelde in 1971 voor het eerst op het hoogste niveau. De club degradeerde in 1980 en kon terugkeren in 1989. Hierna degradeerde de club nog vijf keer uit de hoogste klasse, in 2020 promoveerde de club opnieuw. Op 14 oktober 2020 werd de ploeg voor de eerste keer in zijn geschiedenis landskampioen.

## Erelijst
- Primera División:

2020
- Segunda División:

1971, 1988, 1996, 2011
Boston River · 
Cerro ·  
Cerro Largo ·  
Danubio · 
Defensor Sporting ·
Deportivo Maldonado ·
Fénix ·
La Luz · 
Liverpool · 
Montevideo City Torque ·
Montevideo Wanderers ·
Nacional · 
Peñarol · 
Plaza Colonia · 
River Plate